# Copa Libertadores Femenina 2009
Die Copa Libertadores Femenina 2009 war die erste Austragung des einzigen internationalen Frauenfußballwettbewerbes für Vereinsmannschaften des südamerikanischen Kontinentalverbandes CONMEBOL. Der Wettbewerb wurde in einem zweiwöchigen Turniermodus in Brasilien zwischen dem 3. Oktober. und 18. Oktober 2009 ausgetragen. Sämtliche Partien des Turnieres wurden – anders als bei der Herren-Ausgabe – ohne Rückspiele ausgetragen.

## Teilnehmende Mannschaften
| Land        | Verein                  | Qualifikationsgrund                     |
| ----------- | ----------------------- | --------------------------------------- |
| Argentinien | CA San Lorenzo          | Meister der Saison 2008                 |
| Bolivien    | EnForma Santa Cruz      | Meister der Saison 2008                 |
| Brasilien   | FC Santos               | Sieger der Copa do Brasil Feminino 2008 |
| Chile       | Everton de Viña del Mar | Meister der Saison 2008                 |
| Kolumbien   | CD Formas Íntimas       | vom Verband nominiert                   |
| Ecuador     | Deportivo Quito         |                                         |
| Paraguay    | Universidad de Asunción | Meister der Saison 2013                 |
| Peru        | FBC White Star          | Meister der Saison 2009                 |
| Uruguay     | Rampla Juniors          | Meister der Saison 2008                 |
| Venezuela   | FC Caracas              | Meister der Saison 2009                 |

## Spielstätten
|                           |                     |                      |                         |
| Guarujá                   | São Paulo           | Santos               | Santos                  |
| Estádio Antonio Fernandes | Estádio do Pacaembu | Estádio Ulrico Mursa | Estádio Urbano Caldeira |
| Kapazität: 8.000          | Kapazität: 40.260   | Kapazität: 9.140     | Kapazität: 21.260       |

## Turnierverlauf

### Vorrunde

#### Gruppe A
| Pl. | Verein                  | Sp. | S | U | N | Tore    | Diff. | Punkte |
| --- | ----------------------- | --- | - | - | - | ------- | ----- | ------ |
| 1.  | FC Santos               | 4   | 4 | 0 | 0 | 029:200 | +27   | 12     |
| 2.  | Everton de Viña del Mar | 4   | 2 | 1 | 1 | 010:400 | +6    | 07     |
| 3.  | FBC White Star          | 4   | 2 | 0 | 2 | 007:900 | −2    | 06     |
| 4.  | FC Caracas              | 4   | 0 | 2 | 2 | 002:140 | −12   | 02     |
| 5.  | EnForma Santa Cruz      | 4   | 0 | 1 | 3 | 004:230 | −19   | 01     |

Die Spiele der Gruppe A wurden im Estádio Urbano Caldeira in Santos ausgetragen.
| 3. & 4. Oktober 2009 |      |                    |
| FC Santos            | 4:1  | FBC White Star     |
| FC Caracas           | 0:0  | CD Everton         |
| 6. Oktober 2009      |      |                    |
| FBC White Star       | 1:4  | Everton            |
| FC Santos            | 12:0 | EnForma Santa Cruz |
| 8. Oktober 2009      |      |                    |
| FBC White Star       | 1:0  | FC Caracas         |
| Everton              | 5:0  | EnForma Santa Cruz |
| 10. Oktober 2009     |      |                    |
| EnForma Santa Cruz   | 2:4  | FBC White Star     |
| FC Santos            | 11:0 | FC Caracas         |
| 13. Oktober 2009     |      |                    |
| FC Caracas           | 2:2  | EnForma Santa Cruz |
| FC Santos            | 3:1  | Everton            |

#### Gruppe B
| Pl. | Verein                  | Sp. | S | U | N | Tore    | Diff. | Punkte |
| --- | ----------------------- | --- | - | - | - | ------- | ----- | ------ |
| 1.  | Universidad de Asunción | 4   | 4 | 0 | 0 | 015:600 | +9    | 12     |
| 2.  | CD Formas Íntimas       | 4   | 3 | 0 | 1 | 018:500 | +13   | 09     |
| 3.  | Deportivo Quito         | 4   | 1 | 1 | 2 | 007:100 | −3    | 04     |
| 4.  | CA San Lorenzo          | 4   | 1 | 1 | 2 | 007:130 | −6    | 04     |
| 5.  | Rampla Juniors          | 4   | 0 | 0 | 4 | 005:180 | −13   | 0      |

Die Spiele der Gruppe B wurden im Estádio Antonio Fernandes in Guarujá und im Estádio Ulrico Mursa in Santos ausgetragen.
| 5. Oktober 2009         |     |                         |
| Universidad de Asunción | 3:2 | CD Formas Íntimas       |
| CA San Lorenzo          | 1:1 | Deportivo Quinto        |
| 7. Oktober 2009         |     |                         |
| Deportivo Quinto        | 1:5 | CD Formas Íntimas       |
| Rampla Juniors          | 2:5 | CA San Lorenzo          |
| 10. Oktober 2009        |     |                         |
| Deportivo Quinto        | 1:4 | Universidad de Asunción |
| CD Formas Íntimas       | 5:0 | Rampla Juniors          |
| 12. Oktober 2009        |     |                         |
| Rampla Juniors          | 0:4 | Deportivo Quito         |
| Universidad de Asunción | 4:0 | CA San Lorenzo          |
| 14. Oktober 2009        |     |                         |
| CA San Lorenzo          | 1:6 | CD Formas Íntimas       |
| Universidad de Asunción | 4:3 | Rampla Juniors          |

### Finalrunde

#### Halbfinale
| Datum            |                         | Ergebnis |                         | Ort                 |
| ---------------- | ----------------------- | -------- | ----------------------- | ------------------- |
| 16. Oktober 2009 | CD Formas Íntimas       | 0:5      | FC Santos               | Estádio do Pacaembu |
| 16. Oktober 2009 | Universidad de Asunción | 1:0      | Everton de Viña del Mar | Estádio do Pacaembu |

#### Spiel um Platz 3
| Datum            |                   | Ergebnis |                         | Ort                     |
| ---------------- | ----------------- | -------- | ----------------------- | ----------------------- |
| 18. Oktober 2009 | CD Formas Íntimas | 2:0      | Everton de Viña del Mar | Estádio Urbano Caldeira |

#### Finale
| FC Santos                                            | FC Santos | Universidad de Asunción | Universidad de Asunción |
| ---------------------------------------------------- | --- | --- | ----------------------- |
| FC Santos                                            | \| 18. Oktober 2009 in Santos (Estádio Urbano Caldeira) \| \| Ergebnis: 9:0 (2:0) \| \| Schiedsrichterin: Salomé di Iorio ( Argentinien) \|             | \| 18. Oktober 2009 in Santos (Estádio Urbano Caldeira) \| \| Ergebnis: 9:0 (2:0) \| \| Schiedsrichterin: Salomé di Iorio ( Argentinien) \| | Universidad de Asunción |
| FC Santos                                            | 1:0 Maurine (13.) 2:0 Marta (26.) 3:0 Érika (46.) 4:0 Francielle (50.) 5:0 Thaís (53.) 6:0 Érika (56.) 7:0 Suzana (70.) 8:0 Dani (77.) 9:0 Ketlen (83.) | | Universidad de Asunción |
| 18. Oktober 2009 in Santos (Estádio Urbano Caldeira) | | |                         |
| Ergebnis: 9:0 (2:0)                                  | | |                         |
| Schiedsrichterin: Salomé di Iorio ( Argentinien)     | | |                         |

## Siegermannschaft
| FC Santos | |
| FC Santos | - Tor: Andréia Suntaque; Rubiana - Abwehr: Aline Pellegrino ; Carol Arruda; Dani Silva; Janaína Cavalcante - Mittelfeld: Estér; Erikinha; Maurine; Pikena; Thaís; Érika; Francielle; Þórunn Helga Jónsdóttir; Wiliana - Sturm: Cristiane; Marta; Suzana; Ketlen Wiggers - Trainer: Kleiton Lima |

## Statistik

### Beste Torschützinnen
| Rang | Spielerin     | Klub                    | Tore |
| ---- | ------------- | ----------------------- | ---- |
| 1    | Cristiane     | FC Santos               | 15   |
| 2    | Marta         | FC Santos               | 8    |
| 3    | Valeska Arias | Everton de Viña del Mar | 7    |
| 4    | Érika         | FC Santos               | 6    |